# Litófita

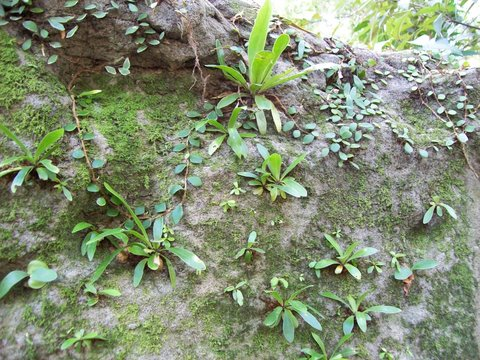
Pyrrosia rupestris, Asplenium australasicum e musgo sobre uma rocha em Chatswood West, Austrália

Litófitas, saxícolas (do latim: saxum, "uma rocha" + incola, "viver em") ou ainda rupícolas, epipétricas ou petrófitas são plantas que crescem diretamente sobre rochas, ou em rachaduras de rochas, onde um mínimo de matéria orgânica e umidade são acumulados. Devido à carência de nutrientes, raramente uma planta litófita alcança grandes proporções, ou, se alcança, demanda de muito tempo.
A composição química das rochas têm importância na presença das espécies litófitas. 
As litófitas são colonizadoras primárias da rocha nua. Sua instalação sobre rochas inclinadas frequentemente gera acúmulo por deposição de grãos, minerais e matéria orgânica lavada da rocha pela chuva. Este material represado pela litófita primária (um musgo, por exemplo) favorece a instalação de outras espécies maiores (como bromélias, ou certos arbustos pequenos), que por sua vez estão sujeitas ao mesmo processo, em escala gradativamente maior, permitindo o crescimento de grandes comunidades vegetais sobre paredões de rocha, de outra forma inóspitas.
Como nutrientes raramente tendem a estar disponíveis para as litófitas, muitas espécies de plantas carnívoras podem ser vistas como sendo previamente adaptadas à vida sobre rochas. Ao consumir presas, estas plantas podem reunir mais nutrientes do que as  litófitas não-carnívoras. Exemplos incluem as Nepenthes campanulata e Heliamphora exappendiculata, muitas Pinguicula e várias espécies de Utricularia.